# Taschenbuch für teutsche Schulmeister
Das Taschenbuch für teutsche Schulmeister war ein von 1786 bis 1797 jährlich erscheinendes Buch für Lehrer mit Beiträgen u. a. zum Schulunterricht, zu den Aufgaben der Schullehrer und zur Schulzucht. Herausgegeben wurde es von Christoph Ferdinand Moser, und zu den Autoren gehörte u. a. Philipp Jakob Völter. Als Fortsetzung erschien ab 1798 Der Landschullehrer.